# Клаузнер, Иехуда-Арье
Иехуда-Арье (Лев Зуселевич) Клаузнер (12 июня 1910, Одесса — 1970, Иерусалим ) — израильский литературовед и литературный критик. Отец Амоса Оза.

## Биография
Родился в семье Зуселя Хацкелевича Клаузнера (брата Иосифа Клаузнера) и Фрейды Залмановны Левиной (1887—?). У него был старший брат Давид (1908). В период с 1921 по 1933 жил в Троках Виленского уезда. После окончания местной еврейской гимназии продолжил учёбу в Виленском университете.
В 1933 репатриировался в Эрец-Исраэль. В 1942 окончил Еврейский университет в Иерусалиме (доктор философии). 
С 1936 главный библиограф Национальной библиотеки Израиля.
В 1958 окончил университет в Лондоне.

### Произведения
- «Новелла в ивритской литературе в период Гаскалы» (1947);
- «История литературы» (в 4 томах, 1952-54);
- «Жизнь Шекспира» (1965).